# 토끼고기

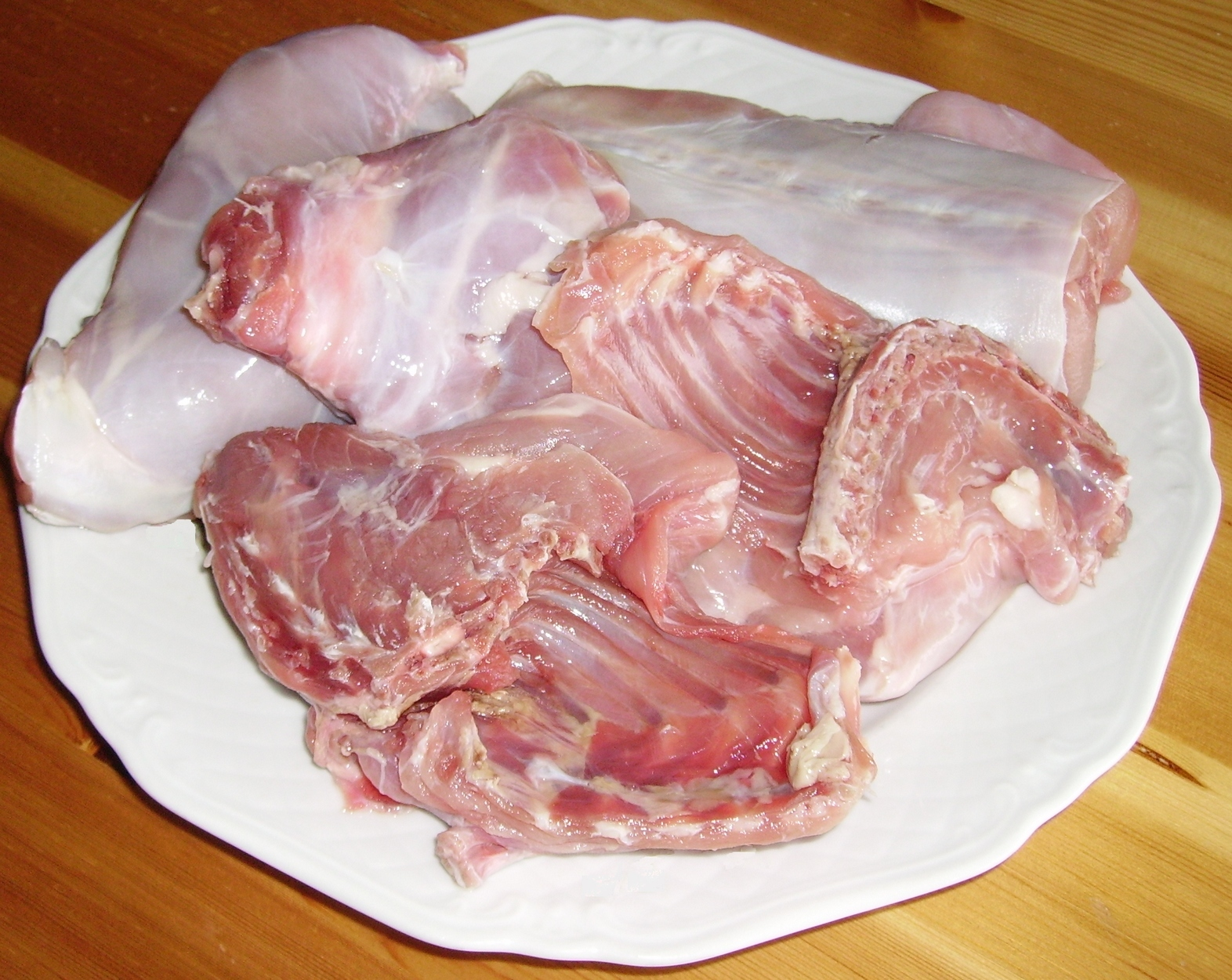
정형된 토끼고기.

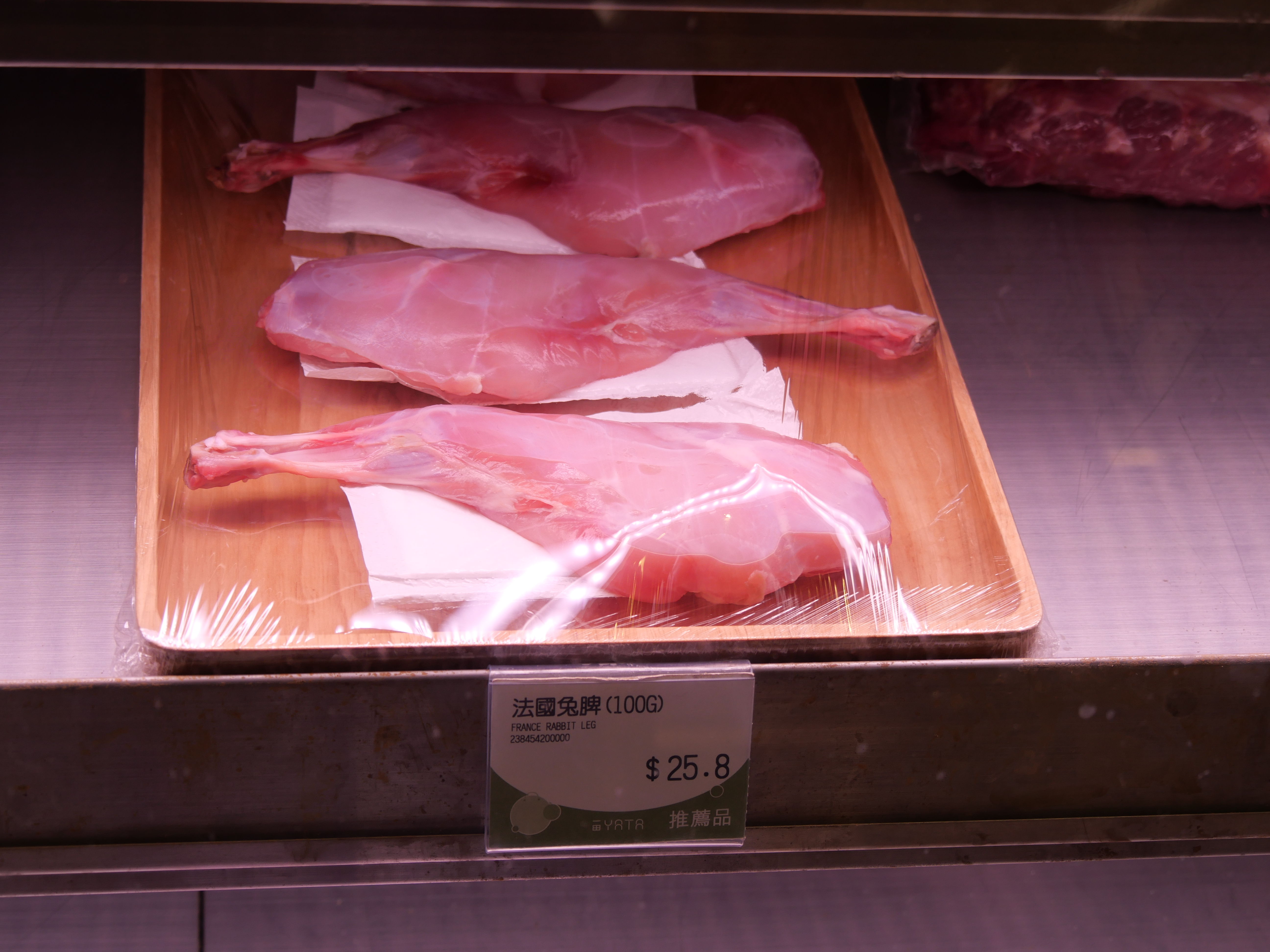
프랑스에서 판매되는 토끼고기.

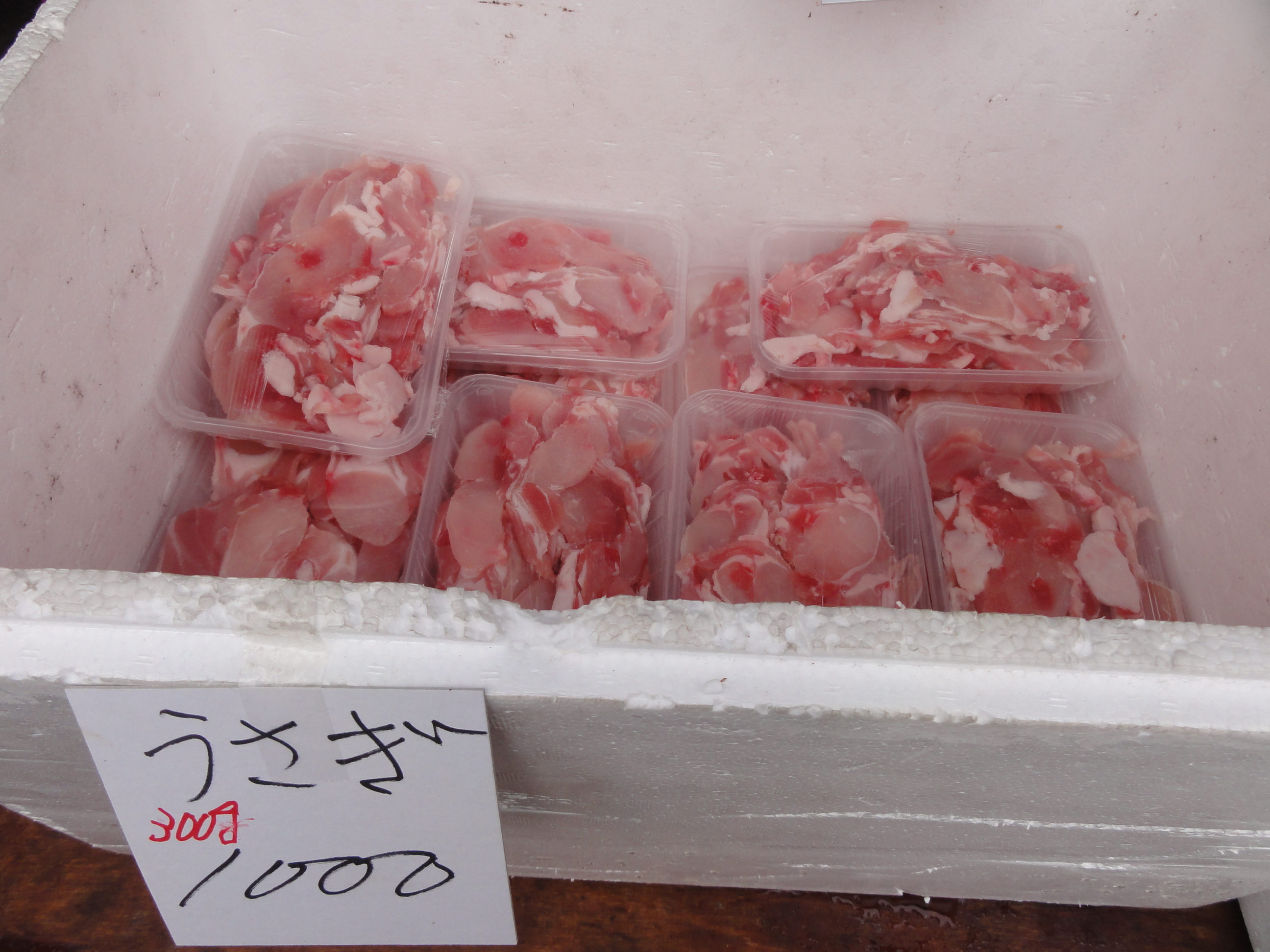
일본에서 판매되는 토끼고기.

토끼고기는 토끼의 고기이다. 열량은 100 g당 약 135 kcal을 내며, 색깔은 엷은 복숭아 색을 띈다. 북한에서는 회를 쳐서 날것으로 먹는 경우가 많으며 생으로 피를 마신다.

## 사진

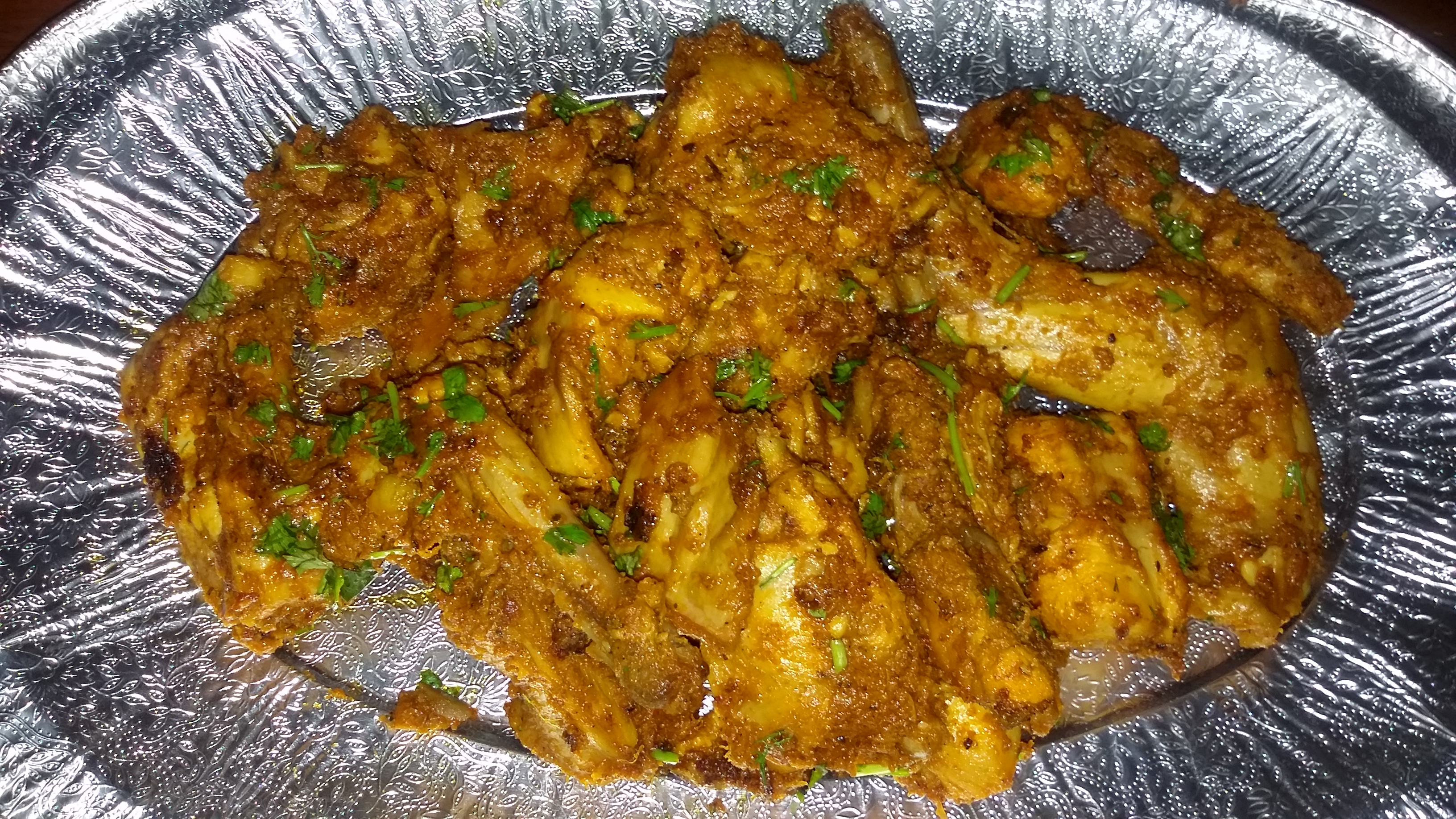
인도식 양념을 곁들인 토끼고기 튀김 요리.
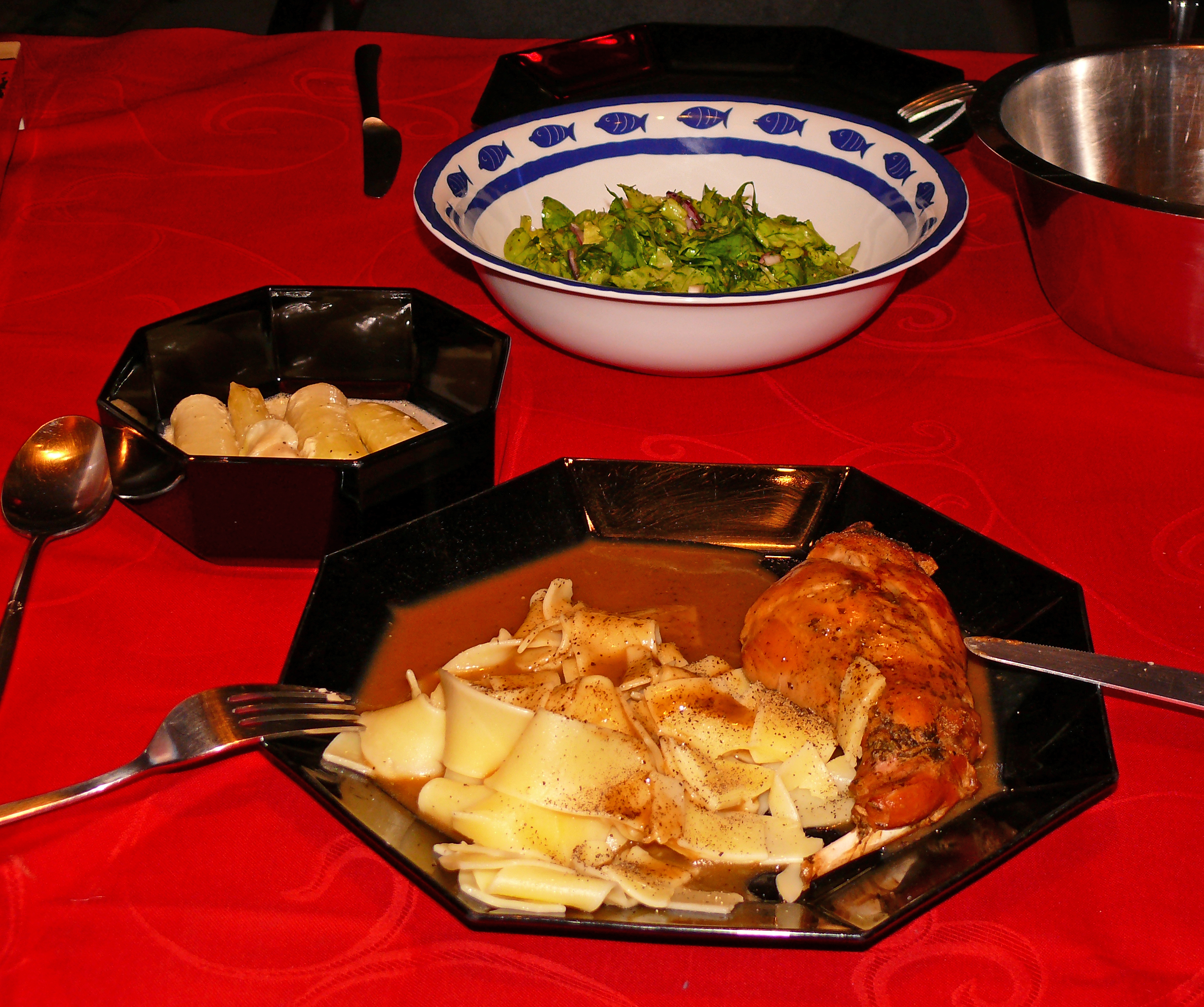
토끼고기 요리.
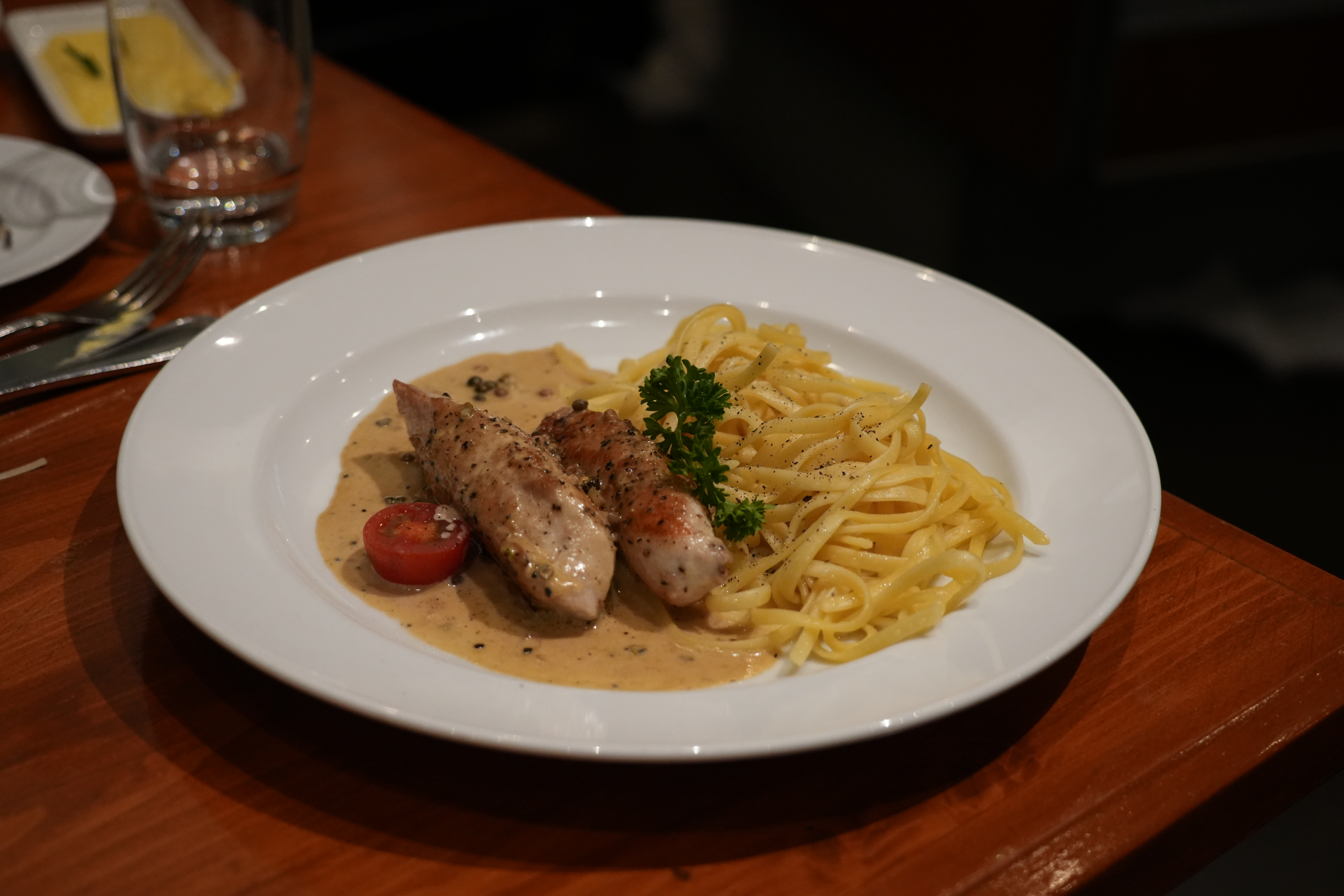
토끼고기 스테이크와 크림 소스와 후추를 곁들인 파스타.
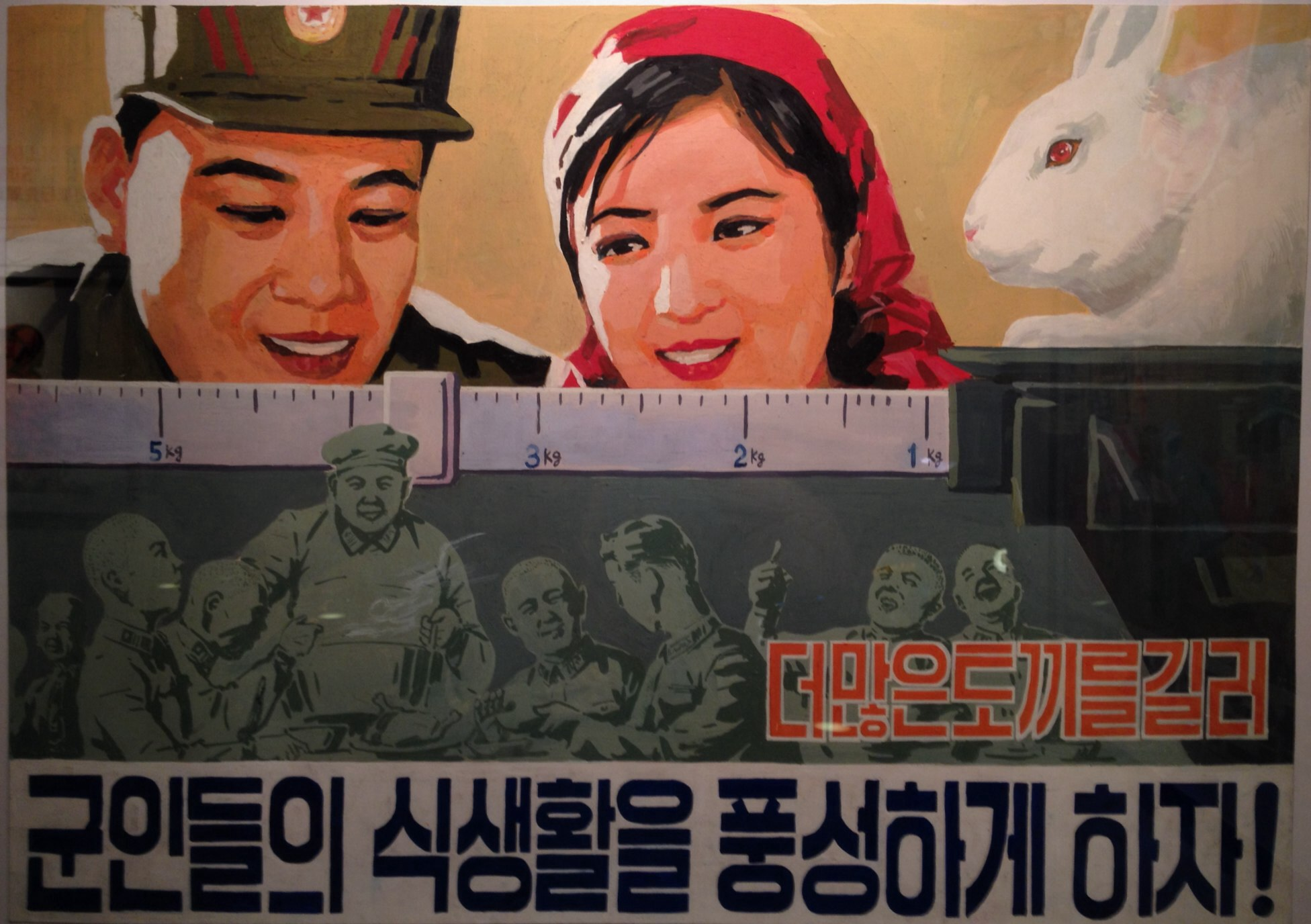
북한의 토끼사육 선전 포스터.